# Boro, New South Wales
Boro, New South Wales är en plats i New South Wales i Australien, i praktiken beläget på landsbygden. Boro ligger nära staden Tarago och cirka 45 km söder om staden Goulburn. Silver har brutits i området.